# Joseph Samhaber

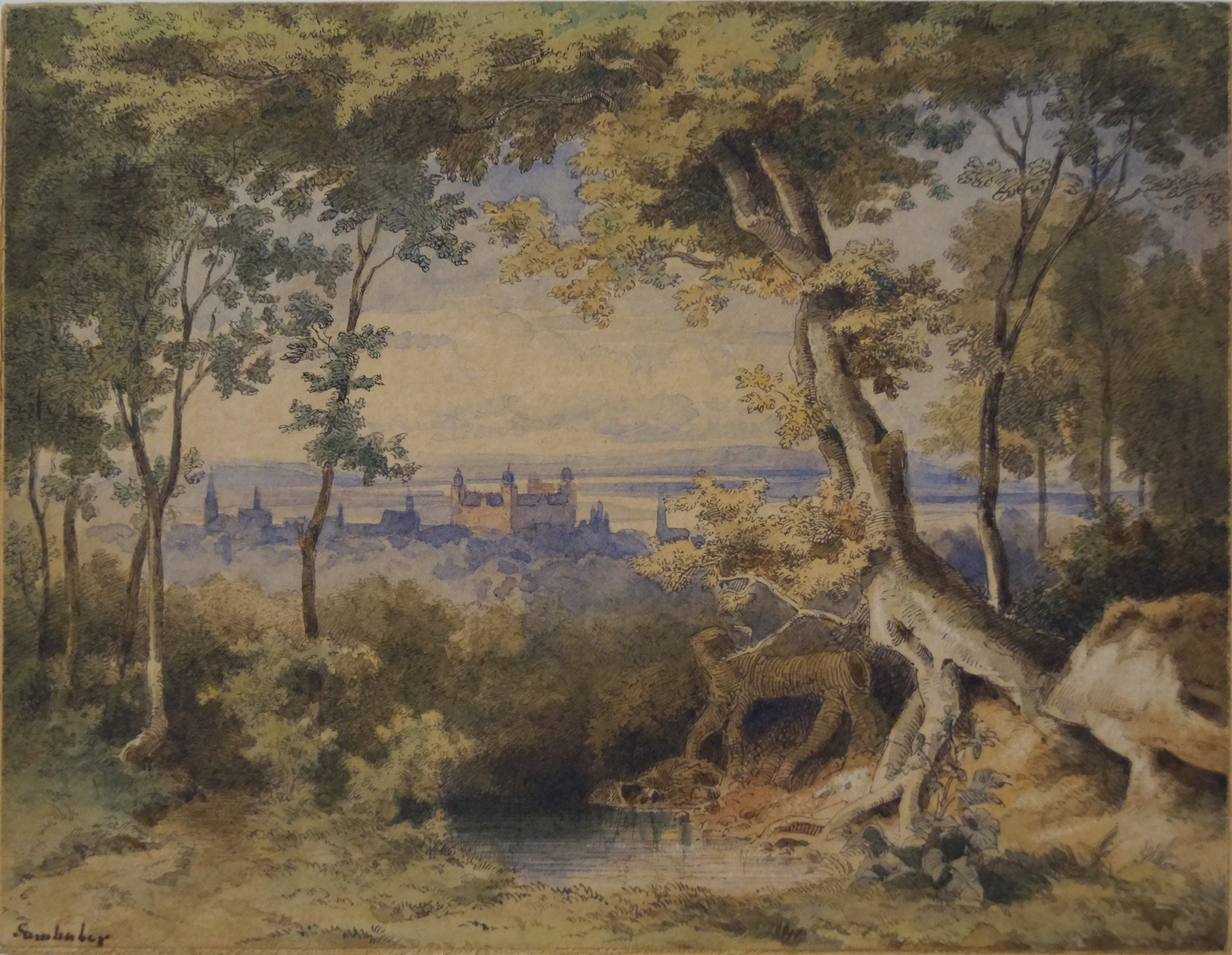
Ein Aquarell Samhabers im Stadt- und Stiftsarchiv Aschaffenburg

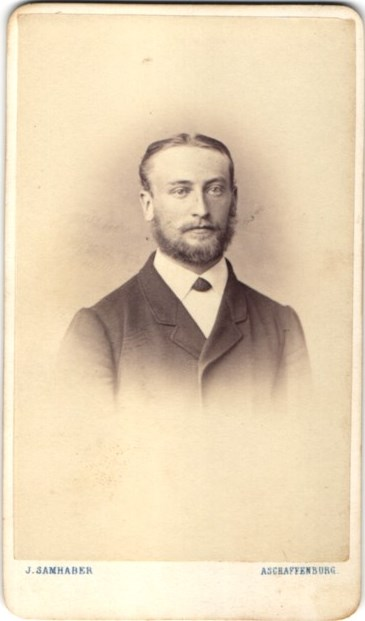
Porträtaufnahme eines Herrn Lupin

Joseph Samhaber, auch Joseph Maria Samgaber, (* 19. Juni 1833 in Fürth; † 13. Februar 1893 in Aschaffenburg) war ein deutscher Maler und Fotograf. Er wurde am 15. März 1892 zum Königlich bayerischen Hoffotografen ernannt.

## Leben
Samhaber war ein Sohn des Appellationsgerichtsrates und Landtagsabgeordneten Konrad Samhaber und dessen Ehefrau Josephine, geb. Weingärtner. Er arbeitete als Reallehrer und Fotograf. 
In erster Ehe war er mit Anna Margaretha Constantina, geb. Stenger, verheiratet. Aus der Verbindung ging der Sohn Constantin hervor, der später das Fotoatelier übernahm und ebenfalls Hoffotograf wurde. Nach dem Tod seiner ersten Ehefrau im Jahr 1861 heiratete Joseph Samhaber deren Schwester Anna Aloisa Eleonore Stenger. Das erste Kind aus dieser Verbindung war der spätere Generalleutnant Franz Samhaber. Er wurde 1863 geboren. 1864 folgte ein weiterer Sohn, der aber noch im Säuglingsalter starb, 1867 der Sohn Joseph Maria August, 1868 die Tochter Anna Augusta, 1869 der Sohn Otto Franz Samhaber, der ebenfalls die Fotografenlaufbahn einschlagen und in Zweibrücken arbeiten sollte. Die beiden letzten Kinder, eine Tochter und ein Sohn, starben jeweils wenige Tage nach der Geburt. 1865 erschien die Broschüre Die Bauornamente aller Jahrhunderte an Gebäuden der k. C. Stadt Aschaffenburg. Renaissance-Periode. 15. Lieferung von Martin Balduin Kittel. Die Fotos dazu hatte Samhaber beigesteuert, der damals aber noch als „Lehrer des Freihandzeichnens“ bezeichnet wurde. Eine Aufnahme des Aschaffenburger Pompejanums, die Samhaber um 1860/70 schuf, wurde 1993 noch einmal veröffentlicht. Joseph Samhaber dokumentierte Straßenzüge und markante Gebäude in seiner Umgebung, schuf aber im Atelier auch Porträtfotos etc. Er führte außerdem einen Postkartenverlag.
Er hatte sein Fotoatelier zeitweise in der Alexandrastraße in Aschaffenburg. Es sind aber auch Aufnahmen Samhabers überliefert, auf deren Rückseite die Adresse Bahnhofstraße angegeben ist. Kurz vor seinem Tod wurde er noch für seine Verdienste durch die Ernennung zum Hoffotografen geehrt. 
Sein Nachfolger Constantin Samhaber arbeitete zeitweise mit Albert Kämmer zusammen. In der Photographischen Chronik wurde 1908 gemeldet, Samhaber habe die Firma „Hofphotograph Samhaber & Kämmer“ verlassen und sein Compagnon werde die Geschäfte unter der Firma „Samhaber & Kämmer“ alleine weiterführen. Kämmer ging allerdings bereits 1910 nach Mainz, wo er offenbar nicht mehr unter diesem Namen firmierte und ab 1933 das Kino Capitol betrieb.
Später hatte Samhaber, der in Aschaffenburg blieb, offenbar einen Mitarbeiter namens Otto Hesse, der im Jahr 1936 das Atelier übernahm und damit in die Steingasse 20 übersiedelte. Otto Hesses Nachfahren führen, mittlerweile in der Steingasse 17, das Fotoatelier weiter.